# Canela-de-ema
A canela-de-ema (Vellozia squamata)  é um arbusto da família Velloziaceae. Trata-se de uma planta hermafrodita comum no cerrado dos estados brasileiros de Bahia, Distrito Federal, Goiás, Tocantins, Mato Grosso, Mato Grosso do Sul, Minas Gerais e São Paulo. Ela possui crescimento lento, cerca de 4 centímetros ao ano.
É uma espécie em extinção em vários locais do Brasil.

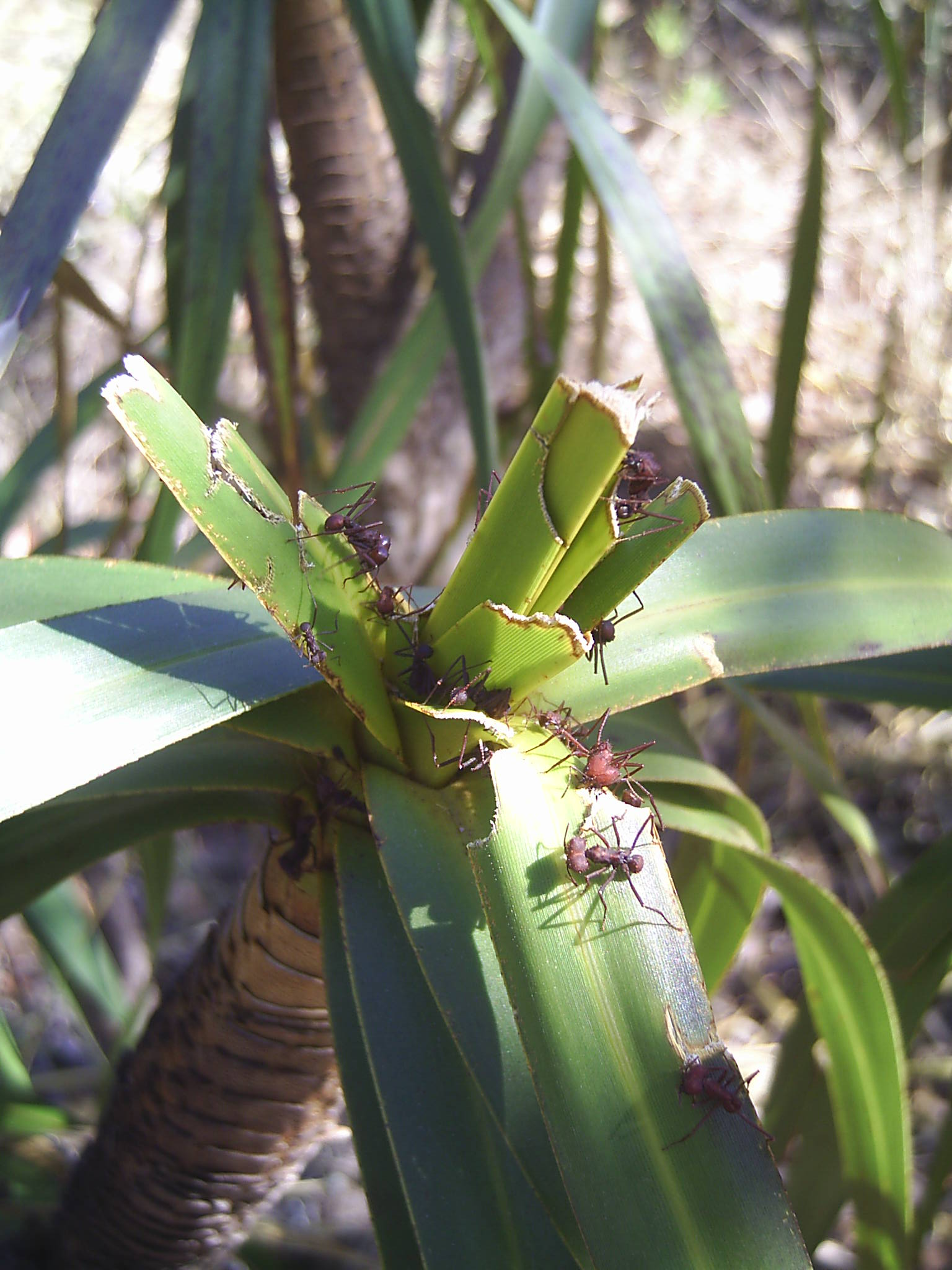
Herbivoria por Saúvas em folhas de Vellozia squamata

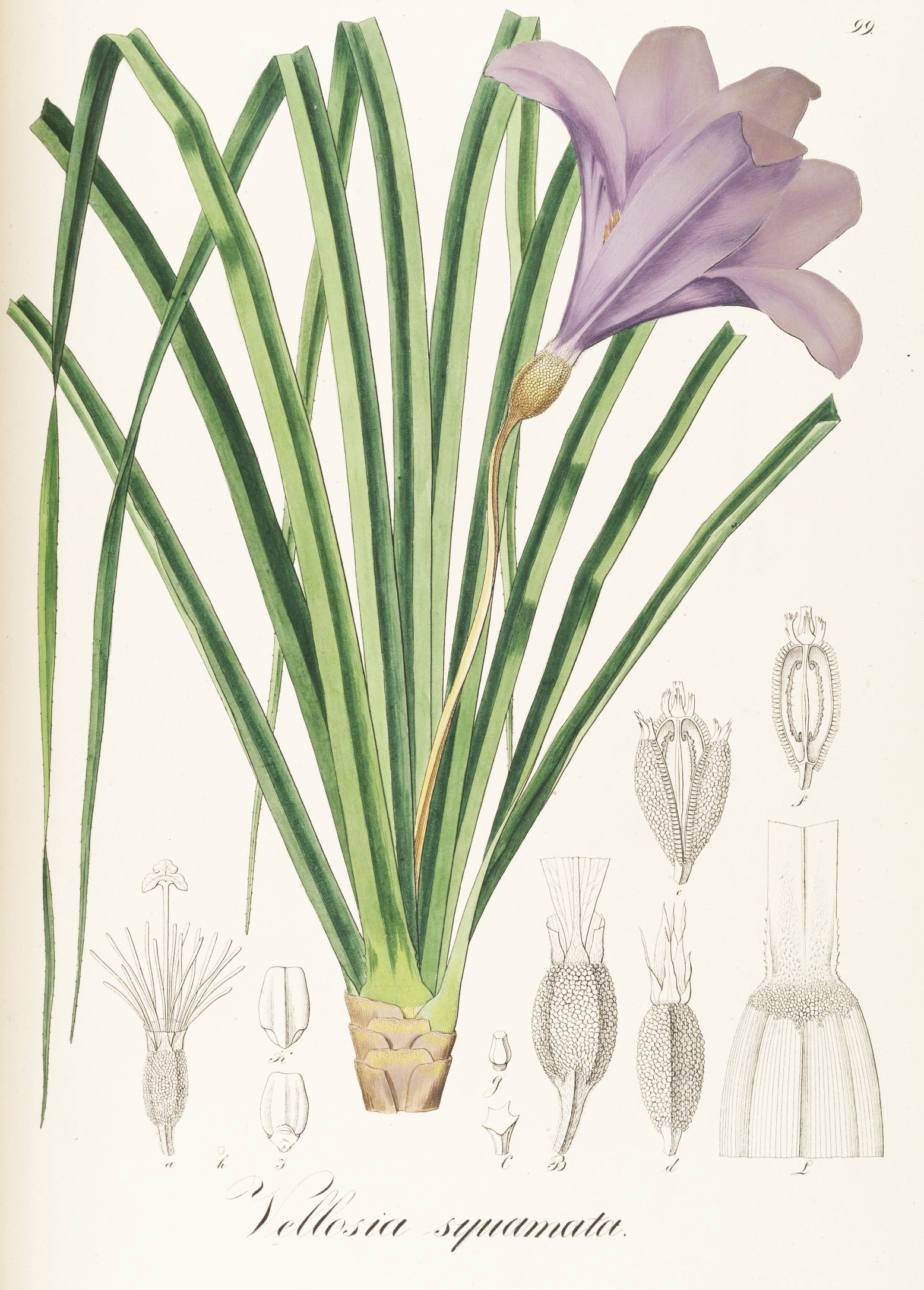
Ilustração científica de Vellozia squamata